# Dwarika Thakurani
Dwarika Devi Thakurani (ur. 28 października 1915 w Dipayal Silgadhi, zm. 10 grudnia 2002) – nepalska polityczka. Pierwsza kobieta wybrana do Zgromadzenia Narodowego Nepalu, w którym zasiadała od swojego wyboru w 1959 roku do jego rozwiązania w 1960 roku oraz pierwsza kobieta na stanowisku ministerskim w historii kraju.

## Życiorys

### Młodość, edukacja i kariera zawodowa
Dwarika Devi Thakurani urodziła się 28 października 1915 w Dipayal Silgadhi w Królestwie Nepalu.

### Działalność polityczna
Z powodzeniem wystartowała w wyborach generalnych w Nepalu w 1959 roku do Zgromadzenia Narodowego Nepalu, z ramienia Kongresu Nepalskiego. Była jedną z 15 kobiet starających się o mandat w 105 miejscowym parlamencie. Uzyskała 3903 głosy. Wspólnie z Kamal Raną stały się pierwszymi kobietami wybranymi do parlamentu Nepalu (Rana, spokrewniona z rodziną królewską, została mianowaną przez króla członkinią Senatu). W parlamencie zasiadała do jego rozwiązania w 1960 roku, gdy król Nepalu Mahendra Bir Bikram Shah Dev przejął pełnię władzę w kraju.
Została ministrą w rządzie premiera Nepalu Bishweshwara Prasada Koirali. Była odpowiedzialna za zdrowie oraz samorządy. Objęła stanowisko 27 maja 1959. Była pierwszą kobietą na tym stanowisku.

### Życie prywatne, pozostała działalność i śmierć
Zmarła 10 grudnia 2002.